# Bétyle de Kermaria
Le bétyle de Kermaria, ou pierre gravée de Kermaria-Pont-l'Abbé, est un bétyle, c'est-à-dire une pierre sacrée, sur laquelle sont gravés des motifs celtiques de tradition indo-européenne, dont une swastika.

## Présentation
Il fut découvert en Bretagne sud à Kermaria, près de Pont-l'Abbé en 1895 et décrit par Paul du Chatellier en 1898.
Il daterait du Ve siècle av. J.-C.
Il est conservé au musée d'archéologie nationale de Saint-Germain-en-Laye.